# Sjollen

Karta över grund (brun färg markerar vattendjup på mindre än tre meter) i Öresund mellan Köpenhamn och Malmö., Sjollen är markerat med en trea.

Sjollen är ett grundområde i Öresund, nordväst om Flintrännans norra ände, mellan Saltholm och Malmö. Området sträcker sig i riktning sydväst – nordost, och är cirka 1,5 M långt och 0,5 M brett. Det minsta djupet är 2 meter.

## Fyrskeppslista
År 1876 lades det första fyrskeppet ut ost om Sjollens norra pynt.
| Nummer | Namn                    | Tjänstgöringsår |
| ------ | ----------------------- | --------------- |
| 13     | Fyrskepp Nr. 13 Sjollen | 1876–1879       |
| 10A    | Odin                    | 1880–1892       |
| 27     | Malmö redd              | 1893–1951       |
| 2B     | Almagrundet             | 1952–1969       |

## Lysboj
År 1951 lades en röd lys- och ljudboj ut nordost om grundet. Den ersattes 1980 av en svart-gul-svart lysboj vars fyrkaraktär är VQ(3) W 5s 5,8M. Lyshöjden är 4,0 meter.